# Mostar Zapad
Mostar Zapad ("Mostar väst") är en kommundel (područni ured) i Mostars stad i Bosnien och Hercegovina, mellan 1997 och 2004 en primärkommun inom staden som då fungerade som sekundärkommun.